# Mary Martin (actriz de cine mudo)
Mary Martin (nacida como Norma Martin, y a veces acreditada como Marty Martin, especialmente al principio de su carrera) fue una actriz de cine mudo que estuvo activa en Hollywood durante la década de 1910. Mary nació en Fresno, California. En 1914, se trasladó a Santa Bárbara, donde rápidamente comenzó a aparecer en una serie de películas mudas con American Film Company, también conocido como Flying A Studios. Se casó con el actor y director Rae Berger en 1916 y parece haberse retirado de la actuación alrededor de 1917.

## Filmografía seleccionada
- A Modern Othello (1914)
- A Modern Rip Van Winkle (1914)
- The Birth of Emotion (1914)
- Greater Love Hath No Man (1915)
- The Vampire (1915)
- The Honeymooners (1915)
- The Wonderful Adventure (1915)
- Good Out of Evil (1915)
- The Broken Law (1915)
- Some Night (1916)
- Hazel Kirke (1916)
- The Eternal Sappho (1916)
- Daredevil Kate (1916)
- The Vixen (1916)
- The Scarlet Letter (1917)
- The Tiger Woman (1917)
- The Derelict (1917)
- The Heart of a Lion (1917)